# Gironde (estuarij)
Gironde (francosko Estuaire de la Gironde) je estuarij v jugozahodni Franciji, oblikovan z združitvijo rek Dordogne in Garone severno od središča Bordeauxa, katerih vode se naposled izlivajo v Biskajski zaliv. S površino 635 km² (dolžine 75 km, širine od 3 do 11 km) zaseda prvo mesto med estuariji zahodne Evrope. Po njem je imenovan departma Gironde, ki se pretežno nahaja južno od njega, severno od estuarija leži departma Charente-Maritime.

### Ozemlje estuarija Gironde
Estuarij se začne s točko bec d'Ambes, kjer se združita reki Dordogne in Garona, končuje pa s točkama pointe de la Négade na levi obali estuarija (tudi točka izliva v Biskajski zaliv) in pointe de la Coubre na desni obali estuarija. Sama morska meja je potegnjena od točke pointe de Grave na levi do točke pointe de Suzac na desni obali estuarija.
V estuariju se nahaja večje število otokov, ki so skozi čas zaradi močnega vodnega toka in zasipavanja doživela več sprememb. Od morja proti notrabnjosti si sledijo:
- île sans nom (otok brez imena) ob vhodu v estuarij, vzhodno od svetilnika Cordouan, velikosti 200 hektarjev,
- île de Patiras, najstarejši v estuariju, z istoimenskim svetilnikom,
- île Nouvelle (nekdanja île de Sans-Pain in île de Bouchaud), od leta 1991 naravni rezervat,
- île Paté, s trdnjavo Fort Paté, eno od treh postavljenih v 17. stoletju pod vodstvom francoskega vojaškega inženirja Vaubana, ki so branile dostop do Bordeauxa z morja (poleg nje še Fort Médoc in citadela Blaye), kot del Vaubanovih fortifikacij od leta 2008 na Unescovem seznamu svetovne kulturne dediščine,
- île Verte, skupina otokov in otočkov združenih v enega, skupne površine 790 hektarjev, del otoka je od leta 2001 naravni rezervat,
- île Margaux,
- île Macau, nekdanji arhipelag, izpričan v srednjem veku, danes združen z obalo Médoca.